# Клязника Володимир Єгорович
Володимир Єгорович Клязника (нар. 25 жовтня 1914, хутір Єгорівський Прилуцького повіту Чернігівської губернії, тепер Чернігівської області — 25 вересня 1976, місто Сімферополь) — радянський діяч, журналіст, секретар Станіславського і Кримського обласних комітетів КПУ, головний редактор газети «Кримська правда».

## Біографія
Народився в селянській родині. З 1926 по 1928 рік виховувався в дитячій колонії, де навчався столярній справі.
У 1928—1934 роках — робітник Прилуцької меблевої фабрики, майстер-столяр деревообробного комбінату.
Закінчив вечірнє відділення робітфак Ніжинського педагогічного інституту.
У 1934—1940 роках — пропагандист Прилуцького районного комітету комсомолу (ЛКСМУ); служба в Червоній армії; завідувач відділу пропаганди і агітації Прилуцького районного комітету ЛКСМУ Чернігівської області.
Член ВКП(б) з 1939 року.
У 1941 році закінчив заочно Вищу партійну школу при ЦК ВКП(б).
У 1941—1943 роках — завідувач відділу Карагандинського міського комітету КП(б) Казахстану; 2-й секретар Ленінського районного комітету КП(б) Казахстану міста Караганди.
У 1943 (затверджений в червні 1944) — 1945 року — заступник завідувача відділу пропаганди і агітації Ворошиловградського обласного комітету КП(б)У.
У 1945—1948 роках — заступник завідувача відділу пропаганди і агітації Станіславського обласного комітету КП(б)У.
У січні 1948 (затв.) — 18 вересня 1951 року — секретар Станіславського обласного комітету КП(б)У з пропаганди і агітації.
У вересні 1951 — квітні 1954 року — інспектор ЦК КП(б)У.
10 березня 1954 — 6 жовтня 1956 року — секретар Кримського обласного комітету КПУ з пропаганди.
У 1956—1965 роках — головний редактор газети «Кримська правда».
У 1965—1972 роках — начальник управління з питань преси, в 1972 — 27 березня 1974 року — начальник управління у справах видавництв, поліграфії і книжкової торгівлі виконавчого комітету Кримської обласної ради депутатів трудящих.
З березня 1974 року — персональний пенсіонер.
Помер 25 вересня 1976 року.

## Нагороди
- орден Трудового Червоного Прапора (26.02.1958)
- орден «Знак Пошани» (23.01.1948)
- ордени
- медалі